# 乌纳伊
乌纳伊是巴西米纳斯吉拉斯州的一个市镇。总面积8463.579平方公里，总人口77433人，人口密度9.1人/平方公里。